# کاسابیانکا (تولیما)
کاسابیانکا (انگلیسی: Casabianca, Tolima) یک منطقه مسکونی در کشور کلمبیا است.